# Walter Iselin
Walter Iselin (* 21. September 1953 in Zürich) ist ein ehemaliger Schweizer Fussballspieler und heutiger -trainer.

## Karriere

### Spieler
Seine Aktivkarriere startete Iselin beim FC Stäfa und landete 1973 zur Rückrunde schliesslich beim FC Zürich. Bereits in seiner zweiten Saison 1973/74 beim FCZ wurde er Schweizer Meister und wiederholte diesen Erfolg in den nächsten zwei Saisons. 1976 wurde er an den FC Gossau ausgeliehen und wechselte schliesslich nach einer Saison 1977 fix zum FC Chiasso. Bei den Tessinern, die damals in der höchsten Liga spielten, blieb er für zwei Saisons. 1980 kehrte er nochmals nach Zürich zurück und spielte während vier Saisons als Stammspieler, feierte mit den Stadtzürchern aber keine Erfolge mehr (ausgenommen der Meistertitel 1981). 1984 wechselte er zum FC Aarau, der damals in der höchsten Liga spielte. Während der drei Jahre beim FC Aarau blieb vor allem sein entscheidender Treffer im Cupfinal 1985 in Erinnerung, der von Kommentatoren als «Traumtor» eingestuft wurde. 1987 verliess Iselin den FC Aarau und wechselte zum Kantonsrivalen FC Baden, wo er seine aktive Karriere beendete.

### Trainer
Bereits nach seinem einjährigen Halt in Baden wurde Iselin Co-Trainer beim FC Zürich. Nach drei Saisons wurde er 1992 Trainer beim FC Wettingen, der Verein wurde im Januar 1993 wegen Konkurses aufgelöst. 1993 übernahm Iselin das Training beim FC Wil, der sich damals nach dem Abgang von Trainer Christian Gross in der zweithöchsten Liga zu etablieren versuchte. Iselin überzeugte die Verantwortlichen nicht restlos und wurde bereits im Februar 1994 durch Pierre-André Schürmann ersetzt. Iselin heuerte beim FC Schaffhausen an, wo er für drei Saisons blieb. 1999 wurde er Trainer bei Red Star Zürich. 2003 übernahm er für eine Saison das Traineramt beim FC Solothurn und wurde schliesslich Nachwuchstrainer beim Stadtrivalen seines ehemaligen Vereins als aktiver Spieler, den Grasshoppers. Mit Ausnahme einer kurzen Episode als Co-Trainer der ersten Mannschaft im Jahr 2004 blieb Iselin bis 2006 bei den Hoppers im Nachwuchsbereich. 2008 war er kurzzeitig Trainer bei der U-21 des FC Luzern und war von 2015 bis 2021 als Trainer beim Schweizerischen Fussballverband engagiert.